# 潘尼
潘尼（3世纪250年前后—310年代约311年），字正叔。荥阳郡中牟县（今属河南省）人，西晋文学家。潘岳的侄子。東漢東海相潘勖之孫、潘滿之子。

## 生平
早年曾被薦於州官，因其父年邁而辭職。在家十多年，直到其父去世後才出仕。
元康初年，拜為太子舍人。出仕为宛城縣令，《晉書·潘尼傳》評價：「在任宽而不纵，恤隐勤政，厉公平而遗人事。」回到京城补尚書郎，不久轉著作郎。
八王之亂赵王司馬伦篡位時，孙秀专权，潘尼稱病不出，借口扫墓引退。聽說齐王司馬冏起兵，就去许昌被司馬冏用为参軍。司馬倫被掃平後，封安昌公。历任黄门侍郎、散骑常侍、侍中、秘书监。永兴末年，为中书令。永嘉年間，迁太常卿。洛阳将被漢國攻陷時，携家属东逃出成皋，想回故乡。但道遇盜匪，無法前進，在坞壁病逝，時年六十多歲。
明朝張溥輯有《潘太常集》1卷，收錄於《漢魏六朝百三家集》。